# Ipeľské Predmostie
Ipeľské Predmostie (węg. Ipolyhídvég) – wieś (obec) na Słowacji położona w kraju bańskobystrzyckim, w powiecie Veľký Krtíš. Pierwsze wzmianki o miejscowości pochodzą z 1252 roku.
Według danych z dnia 31 grudnia 2012 roku, wieś zamieszkiwało 629 osób, w tym 291 kobiet i 338 mężczyzn.
W 2001 roku rozkład populacji względem narodowości i przynależności etnicznej wyglądał następująco:
- Słowacy – 21,23%
- Czesi – 0,15%
- Romowie – 1,69%
- Węgrzy – 76,77%

Ze względu na wyznawaną religię struktura mieszkańców kształtowała się w 2001 roku następująco:
- Katolicy rzymscy – 95,23%
- Grekokatolicy – 0,77%
- Ewangelicy – 1,69%
- Ateiści – 1,23%
- Nie podano – 0,31%